# Michaela Schanze
Michaela Schanze, född 30 mars 1973 i Zwickau i dåvarande Östtyskland, är en tysk före detta handbollsmålvakt. Hon blev världsmästare med det tyska landslaget 1993.

## Karriär
Michaela Schanze var 1,87 m lång och hade som målvakt stor räckvidd. Hon spelade till 2002 klubbarna för SC Leipzig. Klubben omdöptes till VfB Leipzig 1993, som senare 1999 blev  HC Leipzig. Det var i Leipzig hon nådde sina större framgångar inom klubbhandbollen med tre titlar i tyska mästerskapet 1998, 1999, 2002 och för samma klubb två vinster i tyska cupen 1996 och 2000. 1992 vann hon IHF-cupen med SC Leipzig. 2002 lämnade Schanze Leipzig för SV Union Halle-Neustadt där hon spelade mellan 2002 och 2005. Hennes sista elitklubb blev Thüringer HC där hon spelade till slutet av sin elitkarriär 2009. Hon blev efter sin aktiva karriär medlem i den mindre ligaklubben Schlotheimer SV. Schanze var från 2012 tränare för ett ungdomslag i Thüringer HC. 2019 var hon med och förberedde målvakterna vid HFA North Thüringens uttagning för uttagningen av mälvakter i delstaten. 
Den största framgången i Schanzes internationella karriär var att vinna världsmästerskapet 1993 med Tyskland. Men hon var bara 20 år och tredjemålvakt i turneringen och spelade bara en match. I det efterföljande mästerskapet EM 1994 blev Schanze inte uttagen. I VM 1997 var ho med i tyska laget och vann en bronsmedalj. Hon spelade 6 matcher i turneringen. Sammanlagt spelade Schanze 129 matcher för det tyska landslaget enligt tyska wikipedia. Schanze spelade för Tyskland vid de olympiska spelen 1996 och placerade sig på 6:e plats med det tyska laget.